# Bennu Yıldırımlar (attrice)
1. RINVIA Bennu Yıldırımlar